# Hendrik Sartov

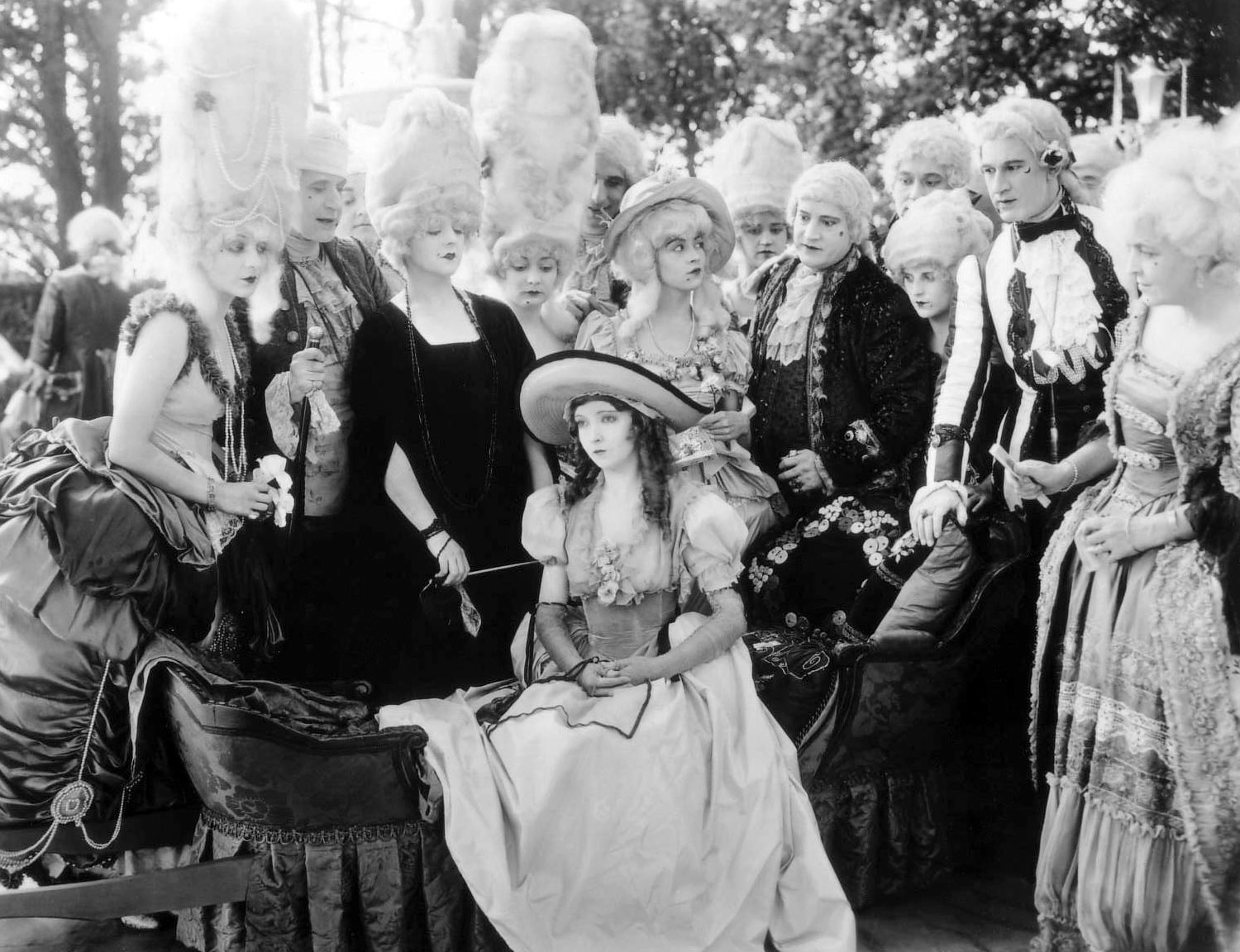
Scène de Les Deux Orphelines (1921), avec Lillian Gish (assise) et Morgan Wallace (à droite)

Hendrik Sartov (parfois crédité Henrik Sartov) est un directeur de la photographie, technicien des effets spéciaux et photographe américain d'origine danoise, né Hendrik Christian Sartov le 14 mars 1885 à Haderslev — Écart de Kvistrup (Danemark-du-Sud), mort le 21 mars 1970 à Glendale (Californie).

## Biographie
Émigré aux États-Unis en 1907, Hendrik Sartov y débute comme photographe-portraitiste. Il rencontre en 1917 l'actrice Lillian Gish qui l'encourage à s'orienter vers le cinéma et le recommande au réalisateur D. W. Griffith.
Ainsi, il est chef opérateur sur treize films muets américains sortis entre 1918 et 1928 (dans l'intervalle, en 1926, il est naturalisé américain). Les huit premiers sont réalisés par D. W. Griffith, dont Les Deux Orphelines (avec Lillian et Dorothy Gish) et La Rue des rêves (avec Carol Dempster), sortis en 1921. 
Mentionnons également La Bohème de King Vidor et La Lettre écarlate de Victor Sjöström (tous deux avec Lillian Gish et sortis en 1926), ainsi que Quality Street de Sidney Franklin (1927, avec Marion Davies).
S'y ajoutent deux films de Griffith comme technicien des effets spéciaux (dont Le Lys brisé en 1919), et La Grande Parade de King Vidor (1925), pour des prises de vues additionnelles.
Avec le passage au parlant, Hendrik Sartov se désintéresse du cinéma et se consacre par la suite exclusivement à sa première activité de photographe.

## Filmographie complète

### Comme directeur de la photographie
- 1918 : Cœurs du monde (Hearts of the World) de D. W. Griffith
- 1920 : À travers l'orage (Way Down East) de D. W. Griffith
- 1921 : La Rue des rêves (Dream Street) de D. W. Griffith
- 1921 : Les Deux Orphelines (Orphans of the Storm) de D. W. Griffith
- 1922 : La Nuit mystérieuse (One Exciting Night) de D. W. Griffith
- 1923 : La Rose blanche (The White Rose) de D. W. Griffith
- 1924 : Pour l'indépendance (America) de D. W. Griffith
- 1924 : Isn't Life Wonderful de D. W. Griffith
- 1926 : La Bohème (titre original) de King Vidor
- 1926 : La Lettre écarlate (The Scarlet Letter) de Victor Sjöström
- 1927 : The Red Mill de Roscoe Arbuckle
- 1927 : La Galante Méprise (Quality Street), de Sidney Franklin
- 1928 : Under the Black Eagle de W. S. Van Dyke

### Autres fonctions
- 1918 : Une fleur dans les ruines (The Greatest Thing in Life) de D. W. Griffith (technicien des effets spéciaux et photographe de plateau)
- 1919 : Le Lys brisé (Broken Blossoms) de D. W. Griffith (technicien des effets spéciaux)
- 1925 : La Grande Parade (The Big Parade) de King Vidor (prises de vues additionnelles)